# Microsoft Excel Viewer
Microsoft Excel Viewer è un programma freeware per Microsoft Windows che consente agli utenti che non dispongono di Microsoft Excel di visualizzare e stampare documenti creati in Microsoft Office. Microsoft Excel Viewer non è disponibile per l'acquisto, ma può essere scaricato gratuitamente dal sito della Microsoft.  
Al fine di modificare i documenti visualizzati, è necessario copiare il testo negli appunti e incollarlo in un editor alternativo. 
Secondo i termini dell'accordo di licenza di Microsoft Excel Viewer 2003, il software può essere installato e usato per visualizzare e stampare documenti creati con il software Microsoft Office Excel. Il software non può essere utilizzato per altri scopi.